# Hertug af Edinburgh
Hertug af Edinburgh er en britisk adelstitel, der først blev oprettet i 1726, og som refererer til den skotske hovedstad Edinburgh. Den nuværende indehaver af titlen siden 2023 er prins Edward, bror til kong Charles 3.

## Historie
Titlen som hertug of Edinburgh blev først uddelt i 1726 til prins Frederick Lewis af Wales, tronfølger og ældste søn af kong George 2. Da Frederick Lewis døde i 1751 før sin far, gik titlen videre til hans søn prins George af Wales. Titlen blev lagt ind i Kronen da kong George 2. døde i 1760 og prins George blev kong George 3.
Den blev først uddelt igen et århundrede senere, da dronning Victoria i 1866 gav titlen til sin næstældste søn prins Alfred. Han døde i 1900 uden arvinger, og titlen var skrinlagt igen i et halvt århundrede.
Prins Philip, hertug af Edinburgh blev født som prins af Grækenland og Danmark, og han var oldebarn af dronning Victoria. Prins Philip blev gjort til hertug af Edinburgh, da han i 1947 giftede sig med den daværende tronfølger, prinsesse Elizabeth. I 1947-1952 var Elizabeth 2. kendt som Hertuginden af Edinburgh. Da prins Philip døde 9. april 2021, videregik titlen til hans ældste søn prins Charles. Da dronning Elizabeth døde 8. september 2022, blev Charles konge, hvilket fik alle hans adelstitler, inklusive hertug af Edinburgh, til at ophøre.
Ved prins Edwards bryllup til Sophie Rhys-Jones i 1999 blev det offentliggjort at han, som den yngste søn af prins Philip og dronning Elizabeth 2., ville blive gjort til hertug af Edinburgh, når titlen næste gang bliver ledig. Dette skete først 10. marts 2023, da kong Charles 3. uddelt titlen til prins Edward på dennes 59-års fødselsdag.

## Hertuger af Edinburgh
Hertuger af første uddeling
- 1726-1751 Prins Frederick Lewis af Wales (1707-1751), søn af kong George 2. af Storbritannien.
- 1751-1760 Prins George af Wales (1738-1820), fra 1760 kong George 3. af Storbritannien.

Titlen ophørte med at eksistere, da titelindehaveren blev konge.
Hertuger af anden uddeling
- 1866-1900 Prins Alfred af Storbritannien (1844-1900), fra 1893 hertug af Sachsen-Coburg og Gotha.

Titlen ophørte med at eksistere, da titelindehaveren døde uden arvinger.
Hertuger af tredje uddeling
- 1947-2021 Prins Philip af Storbritannien (1921-2021), prinsgemal til Elizabeth 2. af Storbritannien.
- 2021-2022 Prins Charles af Wales (født 1948), søn af dronning Elizabeth 2. af Storbritannien, fra 2022 kong Charles 3. af Storbritannien.

Titlen ophørte med at eksistere, da titelindehaveren blev konge.
Hertuger af fjerde uddeling
- 2023- Prins Edward (født 1964), bror til kong Charles 3. af Storbritannien.

Modsat tidligere, var denne uddeling af titlen et life peerage (en), d.v.s. at titlen ikke kan gå i arv, og derfor ikke vil videregå til Edwards søn James, jarl af Wessex.